# Wegekreuz Heyers

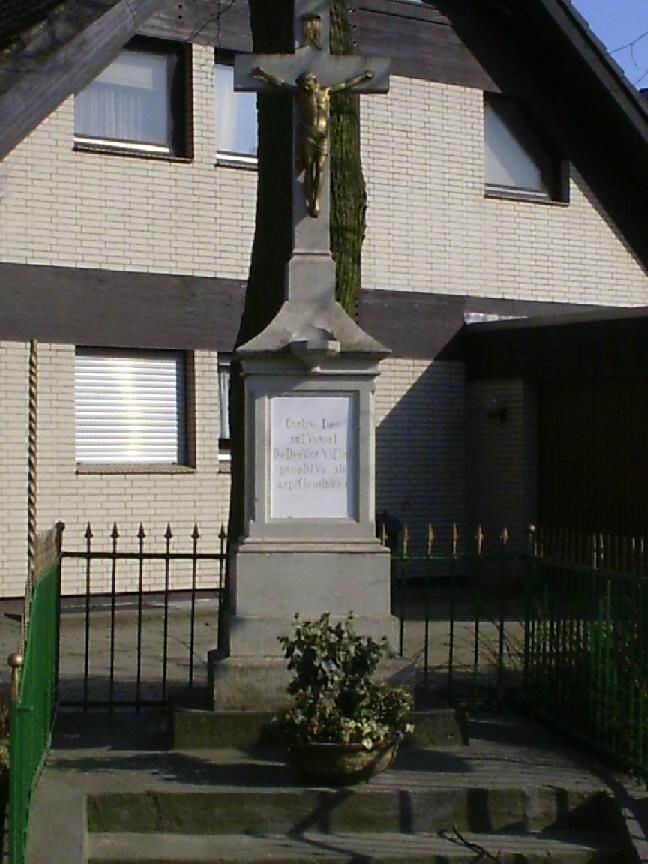
Wegekreuz Heyers im Erkelenzer Ortsteil Borschemich

Das Wegekreuz Heyers war ursprünglich ein Flurdenkmal im Erkelenzer Ortsteil Borschemich. Es wurde 1886 als Andachtsstätte am Bauernhof der Familie Heyers an der Ecke St.-Martinus-Str./Otzenrather Str. errichtet.
Da Borschemich im Abbaugebiet des Tagebaus Garzweiler lag und diesem weichen musste, wurde das Wegekreuz im Mai 2013 abgebaut und eingelagert. Der Aufbau an neuer Stelle in Borschemich (neu) soll demnächst erfolgen (Stand: 7. Juni 2013).

## Beschreibung
Bei dem Wegekreuz handelt es sich um ein Sandsteinkreuz und steht auf einem dreigliedrigen Sockel, zu dem drei Stufen führen. Im Mittelteil befindet sich ein hochstehender rechteckiger Inschriftblock unter einer Abdeckhaube mit hervortretender Konsole und aufstehendem Kreuzfuß.
Das Kreuz hat gerade Balkenenden, und der Korpus ist kupferfarben gestrichen. Das Denkmal ist mit einer schmiedeeisernen Umzäunung umgeben. Wegen seiner ortsgeschichtlichen Bedeutung wurde das Wegekreuz als Baudenkmal unter gesetzlichen Schutz gestellt.

## Inschrift
ChrIsto Deo saLVatorI
Christus, dem Gott und Erlöser
DeDerVnt VICInI
schenkten die Nachbarn (das Kreuz)
probItIVs sIt
Er sei gnädig
aspICIentIbVs!
den Betrachtern!
Die Beschriftung ist als Chronogramm gestaltet, d. h. neben dem Inhalt ihres Textes (siehe oben) teilt sie in besonderer Form noch den Zeitpunkt ihrer Anbringung mit. Wenn man die Zahlwerte der auch als römische Zahlen lesbaren Buchstaben, die auf der Inschrifttafel als Großbuchstaben hervorgehoben sind, addiert, ergibt sich die Jahreszahl der Errichtung dieses Kreuzes (1886).
Die in der Inschrift versteckten 23 römischen Zahlen lauten:
C-I-D-L-V-I-D-D-V-V-I-C-I-I-I-I-V-I-I-C-I-I-V (1886)
→ Siehe auch Liste der Baudenkmäler in Borschemich
Koordinaten: 51° 4′ 43,5″ N, 6° 26′ 28″ O